# 박종남
박종남(朴鍾南, 1915년 7월 27일 ~ 1968년 10월 11일)은 교육자이자 대한민국 제헌 국회의원을 지낸 정치인이다. 본관은 순천이며, 전라남도 광산군 출신이다. 호는 청헌(清軒).
연희전문 이과대학 수물과를 1936년에 졸업하고 목포상업전수학원, 고창중학교 교사를 거쳐 송정공립여학교 초대교장, 광주의과대학 교수, 광주의과대학 교무과장 재임 중 1948년 광산에서 국회의원으로 무소속 입후보하여 최다득표로 당선, 32세 대한민국 제헌국회의원을 역임하였다. 후학 양성을 위해 함평농고 교장과 전북대학교 문리대 교수를 거쳐 광주상고교장으로 취임하여 인재양성에 전력을 다하였다.

## 약력
- 연희전문학교 수물과 졸업(1936년)
- 목포상업전수학원 교사
- 고창중학교 교사
- 송정공립여학교 초대교장
- 광주의과대학 교수, 광주의과대학 교무과장
- 1948년 5월 10일 :  제헌 국회의원(전남 광산)
- 함평농업고등학교 교장
- 전북대학교 문리대 교수
- 광주상업고등학교 교장

## 역대 선거 결과
|  | 52.18% |

|  | 6.92% |

|  | 26.66% |

|  | 4.17% |

## 참고자료
- 《대한민국 의정총람》, 국회의원총람발간위원회, 1994년
- 박종남 - 대한민국헌정회